# ミヤコショウビン
ミヤコショウビン（宮古翡翠、学名Halcyon miyakoensis、英：Ryukyu Kingfisher）は、ブッポウソウ目カワセミ科に属する鳥類。絶滅種。宮古島に生息していたとされている。本種の存在を示すものはたった一つの標本のみであり、幻の鳥類とされてきたが、後述の通り、種としての独立性に疑問が呈されている。

## 形態
残された模式標本によると、体色は頭から喉・腹にかけてが橙褐色、後頭部・背は暗青色、翼上面と尾が藍色、脚が橙色。嘴の角質部が欠損しているため嘴部の色は不明。全長約200mm、翼長105mm、尾長80.5mm。
嘴部の色は不明だが、それ以外の体色はミクロネシアに分布するズアカショウビン Todiramphus cinnamomius のグアム産亜種・アカハラショウビン T. c. cinnamomia と非常によく似ている。模式標本の脚はアカハラショウビンの黒に対して赤いという差異があるほか、過眼線が頸の後部でつながっていないこと、目の上に白い小斑があることが異なるとの指摘がある。

## 絶滅の経緯
1887年に標本が一体採集されたのみであり、それ以降一度も発見されていない。生態や習性についても、全く不明である。32年後の1919年にその標本を基に新種として記載された（黒田長礼による）。しかしその時も、そしてそれ以降もミヤコショウビンは発見されていない。最後に確認されてから50年間報告されなければ絶滅とみなす慣習に従えば、最初の標本が採集されて半世紀後、1937年に絶滅が確認されたことになる。ただし、そもそも独立種として存在していなかったという説もある。
環境省レッドリスト2020及びレッドデータおきなわ（改訂・沖縄県の絶滅のおそれのある野生生物 第3版）では、絶滅（EX）とされている。IUCNのレッドリストには未記載。

## 種としての地位に対する問題提議

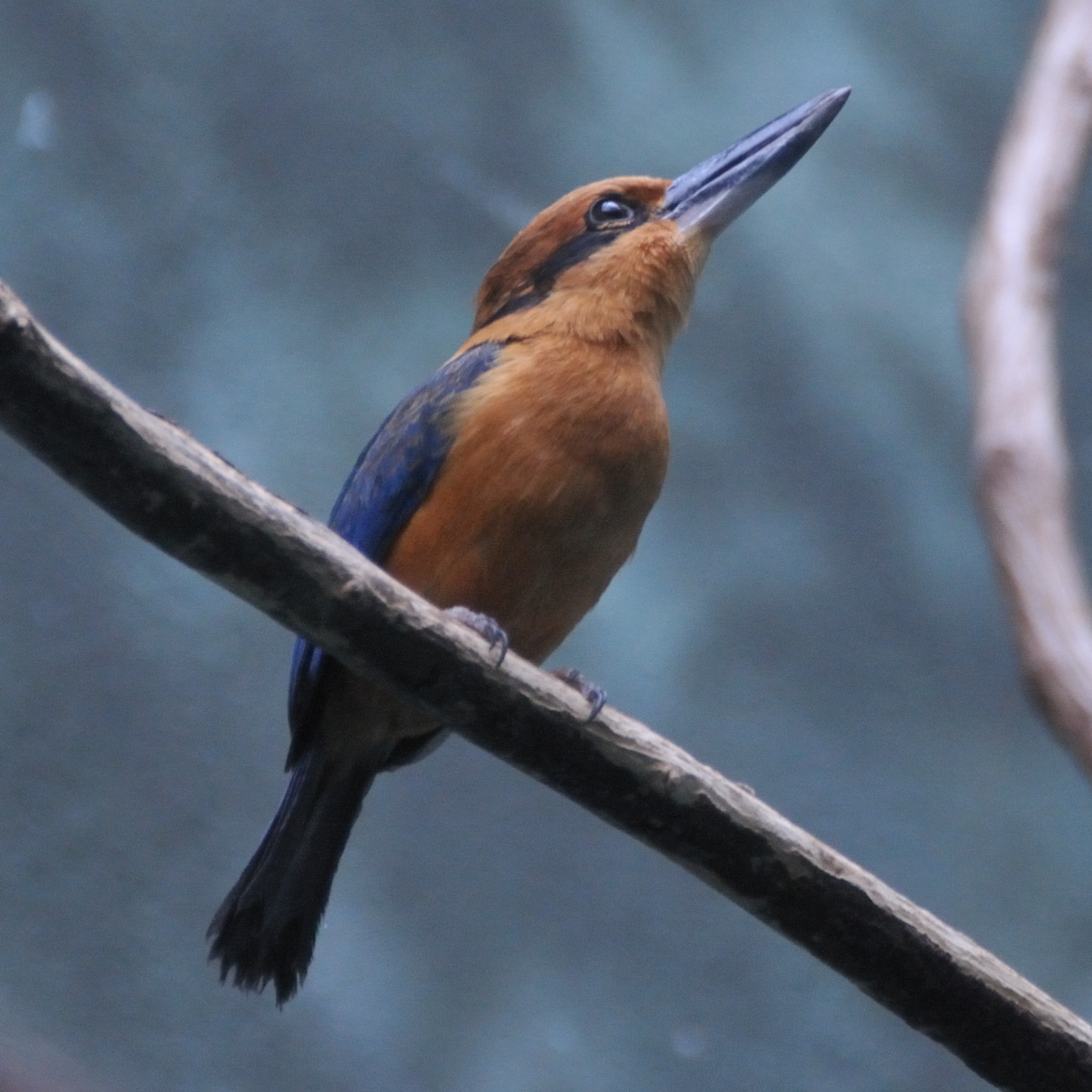
アカハラショウビン

種としての地位には疑問が持たれることがあり、ズアカショウビンの亜種とする説や、グアム島からの迷鳥、飼育個体の逸出、ラベルのつけ間違い等の説がある。
このうちラベルについては、模式標本のラベルには『二月五日・田代安定氏採集 八重山産？』とあり、採集年は書かれていない上、宮古島産とは記述されていない。この標本が1887年に宮古島で採集されたという情報は、黒田による記載論文（1919年）の執筆の際に、採集者である田代安定への聞き取りによって得られたものである。しかし、有能な植物学者だった田代は南西諸島の調査の後も南太平洋の島々の人類学、植物学研究を進め、1889(明治22)年8月から翌年2月にかけて行った調査の際、1890年1月29日から2月6日までグアム島に滞在している。そこでも研究用に鳥類標本を入手したことは比較的容易に想像され、標本の照会の際にも手帳などの記録を確認したのではなく、日付と場所から宮古島を当てはめただけなのではないかと考えられている。ズアカショウビンのグアム島に生息する亜種とミヤコショウビンの形態的な違いはごくわずかとされ、その相違については変異個体ではないかとの指摘がある。
近年、古い剥製からもDNAの採集が可能となっているため、DNA分析による研究が期待されている。